# جوبا ایر کارگو
جوبا ایر کارگو (به انگلیسی: Juba Air Cargo) یک شرکت هواپیمایی است که در تاریخ ۱۹۹۶ میلادی تأسیس شده است. دفتر مرکزی جوبا ایر کارگو در خرطوم، سودان واقع شده‌است و قطب این شرکت هواپیمایی در فرودگاه بین‌المللی خرطوم قرار دارد.